# Andrea Dal Bianco
Andrea Dal Bianco (Manerbio, 9 novembre 1995) è un canoista italiano.

## Biografia
Comincia ad allenarsi presso la Canottieri Leonida Bissolati di Cremona. Partecipa al suo primo Campionato del Mondo di categoria nel 2012 a Roma ottenendo un decimo posto nel K1. 
Nel 2013 vince il Campionato Italiano Juniores nel K1 1000 ed entra a far parte della squadra nazionale juniores. 
Nel 2014 si riconferma Campione Italiano Under 23 e partecipa ai Campionati Europei di Mantes (FRA). Si trasferisce a Pavia per allenarsi presso il Cus Pavia e intraprendere la carriera universitaria in Scienze e tecniche dello Sport.
Nel 2015 entra per la prima volta in Squadra Nazionale Assoluta e partecipa a due prove di Coppa del Mondo, ripetendosi poi l'anno successivo arrivando a centrare la finale assoluta nel K4 1000. Sempre nel 2016 ottiene anche la Medaglia d'Argento al Campionato del Mondo Universitario di Montemor (POR) e si riconferma Campione Italiano.
Si arruola nell'Arma dei Carabinieri nel 2017 diventando atleta del Centro Sportivo Carabinieri nella sezione Canoa Olimpica e Canottaggio insieme ad Alessandro Gnecchi. E' allenato da Enrico Paoletti.
Dal 2018 al 2020 fa parte della Squadra Nazionale allenata da Oreste Perri e nel 2021 partecipa alla Coppa del Mondo Assoluta di Szeged (HUN) nel K1 1000 e vince il Campionato Italiano nel K1 5000.  
Nel 2022 si riconferma Campione Italiano nel K1 5000 e partecipa al Campionato del Mondo Marathon a Ponte de Lima (POR).
Nel 2023 si laurea Campione Italiano Assoluto nel K1 1000.